# Erik Brandt
Erik Gottfrid Christian Brandt (Borrby, 31 agosto 1884 – Stora Tuna, 22 ottobre 1955) è stato un politico svedese.
È noto per aver nominato Adolf Hitler come candidato del Premio Nobel per la pace nel 1939. Brandt, un antifascista, nominò Hitler in segno di protesta alla decisione di altri deputati svedesi di nominare il primo ministro britannico Neville Chamberlain al Premio stesso per i suoi sforzi diplomatici nella Conferenza di Monaco. La nomina fu poi ritirata il 1º febbraio 1939. In ogni caso, a causa dello scoppio della seconda guerra mondiale in Europa, il premio non fu assegnato in quell'anno.